# يان تايلور (لاعب هوكي الحقل)
يان تايلور (بالإنجليزية: Ian Taylor)‏ هو لاعب هوكي الحقل بريطاني، ولد في 24 سبتمبر 1954 في برومزغروف ‏ في المملكة المتحدة.

## وصلات خارجية
- يان تايلور على موقع أوليمبيديا (الإنجليزية)
- يان تايلور على موقع اللجنة الأولمبية البريطانية (الإنجليزية)